# Grahamella brumpti
Espèce
Grahamella brumpti est une espèce de bactéries de la famille des Bartonellaceae.

## Hôtes
Grahamella brumpti a été identifié dans le sang du Vampire commun (Desmodus rotundus) et du Grand Rhinolophe (Rhinolophus ferrumequinum).